# Los Aldeanos
Los Aldeanos é um grupo de rap criado em 2003 em Havana, formado por El Aldeano e El B, ambos mc's. Apesar da popularidade, o grupo não é pioneiros no hip hop cubano, mas se consideram os criadores do rap consciente em Cuba, dando aos seus seguidores um senso de compreensão dos problemas econômicos, sociais e políticos que agravam a atual sociedade cubana.
Os Los Aldeanos é um dos tantos grupos de hip hop underground que se opõem ao crescimento da popularidade do reggaeton em Cuba. Condenam abertamente o reggaeton, um dos ritmos de maior tendência dos jovens no mundo todo, chamando de música inconsciente e negativa, que distrai a sociedade dos seus problemas e traz mais atenção para futilidades.

## Biografia

### Origem do nome
Embora o nome Los Aldeanos tenham certa semelhança com o nome de Aldo, um dos integrantes, não é esta realmente a inspiração para o nome do grupo. De acordo com eles: "Somos pessoas humildes que moramos num país pequeno, numa cidade pequena, num bairro pequeno, vivemos como numa aldeia, de onde vem o nome do grupo "Los Aldeanos". E entendemos como aldeia um lugar onde vivem as pessoas e existe a cooperação entre todas e todas têm o mesmo objetivo e apesar de serem personagens diferentes e maneiras de fazer diferente, todo mundo sabe que tem que caminhar na mesma direção."

### Desenvolvimento do grupo
Aldo e Bian fizeram a sua primeira aparição pública em "5 Palmas" em "La Lisa", no dia 15 de fevereiro de 2003, o público contava com apenas 5 pessoas. Mais tarde, no mesmo ano, realizaram um show no parque de Almendares, em Havana, oficialmente fundando o grupo com o nome de Los Aldeanos. Em 2003 receberam o prêmio "Rap Plaza" pela música "A veces sueño". Em 2005 participaram do último festival anual de rap "Habana Hip-Hop" e do segundo evento anual "Simposio Hip-Hop Cubano".
Em 2007 os Los Aldeanos se unem a "Comisión Depuradora", um projeto coletivo do qual participavam mais de 40 mc's cubanos, tais como: Explosión Suprema, Maykel Xtremo, El Adversario, Hermanos de Causa, Mano Armada, entre outros, e contribuem na gravação de um CD duplo, produzido pela 26 Musas e Real 70. Ainda em 2007 receberam o prêmio de melhor grupo de rap do programa de TV "Cuerda Viva".
Em 2009 o integrante do grupo Bian, havia ganhado a competição nacional de Freestyle "Batalla de los Gallos" da Red Bull pelo segundo ano consecutivo e haviam sido chamados de poetas da juventude ao dividir o palco com o cantor Pablo Milanés na Tribuna Anti-Imperialista. Bian foi proibido de sair de Cuba nas duas vezes que ganhou a Batalla de los Gallos. O vencedor da competição local deveria representar o seu país na competição internacional. Em resposta a sua proibição de deixar o país, Bian lançou o videoclipe “La Naranja Se Picó”.
Em 2010 eles foram tema do documentário "Revolution", em que o diretor Mayckell Pedrero Mariol conta a trajetória do grupo e faz uma radiografia da cena do hip hop em Cuba. O documentário foi exibido em fevereiro no Cine Charles Chaplin, com capacidade para quase 1,5 mil espectadores, no dia da exibição estava completamente lotado. O documentário ganhou a 9ª Mostra de Jovens Realizadores de Cuba, que ocorreu entre os dias 23 e 28 de fevereiro em Havana.
Sem propaganda oficial, Los Aldeanos conseguiram reunir, em abril, mais de 2 mil pessoas no cine-teatro Acapulco, no centro de Havana, para comemorar os sete anos de existência do grupo. Com a lotação da casa de apresentações cerca de 200 pessoas não conseguiram entrar para assisti-los nesse dia.
Em junho de 2010 o governo cubano autorizou o grupo a se apresentar em outros países. Ainda em 2010 o DJ espanhol Figu produziu o disco "D' Finny Flowww" tornando-se integrante fixo do grupo.
Em 2012 os Los Aldeanos se afiliam ao Soul Assassins e gravam música com Sick Jacken (Psycho Realm).
DJ Muggs do Cypress Hill produz um disco completo do grupo que é lançado no ano seguinte.

### Juventude cubana
Los Aldeanos se tornaram ídolos para milhares de jovens cubanos, em contrapartida se tornou inimigo dos meios oficiais. De adolescentes desconhecidos, eles se tornaram o símbolo de uma juventude que se identifica com as letras de suas músicas.
A dupla expressa diabólico prazer em destruir os numerosos clichês que exalam da ilha de Cuba ao estrangeiro: a presunção de um apoio unânime das novas gerações à revolução de Fidel Castro ou ainda o controle tido como absoluto do governo sobre a cultura que impediria toda a expressão alternativa. Cuba não é uma caricatura de um país em preto e branco nas letras rugosas de Los Aldeanos.
Eles fazem parte de uma geração de cubanos que passaram a adolescência durante os duros anos do período especial – o princípio da crise econômica na qual a população cubana está até hoje. Esse período foi o divisor de águas entre os últimos anos de abundância material graças ao sustento pela União Soviética e a dura repressão dos anos 90. Como afirmam na música "Héroe": “Herói é o cubano, que se vira para ser mais engenhoso que os chineses desde que o bloco (bloco soviético) saiu de cena".
Suas músicas não falam de problemas econômicos ou políticos. Elas não se aturdem em torno da crise na agricultura, ou a ineficácia das sociedades de Estado ou as demandas repetidas dos cidadãos. Elas são muito além pautadas por conseqüências morais das medidas tomadas pelas autoridades para conter a crise econômica, como a abertura massiva ao turismo internacional.
“Eu não sei se a culpa é do governo ou da gente mesmo, ou se é real a necessidade do turismo em Cuba, eu só sei que meteram chumbo na minha geração”, cantam em "Nos Achicharraron".
Nas letras se encontram policiais corruptos, as “jineteras” (prostitutas), os funcionários privilegiados, os imigrantes ilegais, mas também os trabalhadores mal pagos, as mulheres agredidas ou os jovens descrentes do futuro.
Seus álbuns não são produzidos pelas gravadoras cubanas. Eles gravam nos pequenos estúdios alternativos como o Real 70, administrado por Papá Humbertico, um personagem reputado no meio do hip hop underground cubano. Além disso, eles não fazem parte da Agência Cubana de Rap, que é uma instituição governamental destinada ao hip hop cubano. Devido a subordinação que os artistas enfrentam, as restrições à liberdade de expressão, muitos jovens optam por gravar na Real 70 e assim fazer um som "independente".
Seus álbuns circulam de mão em mão, em discos copiados artesanalmente. Cinco décadas de controle da informação permitiram o desenvolvimento de um mercado “subterrâneo” onde se encontram livros, discos ou filmes.

### Repercussão internacional
Los Aldeanos receberam reconhecimento internacional no final de 2006 com um artigo chamado: “Cuba's Rap Vanguard Reaches Beyond the Party Line” ("A vanguarda do rap cubano vai além das linhas partidárias") na capa da seção de entretenimento do jornal "The New York Times". Pouco depois a emissora de TV "Univisión" os chamaram de “Revolucionarios de la Revolución” ("Revolucionários da Revolução").
O canal "Telemundo" dos Estados Unidos e vários programas de televisão da América Latina e Europa também destacaram o grupo cubano. A "CNN Internacional" em 2009 focou no papel sócio-político dos Los Aldeanos em seu artigo intitulado: "El hip-hop le da voz a los cubanos" ("O hip-hop dá a voz aos cubanos").
A atenção por parte da audiência norte-americana criou uma curiosidade mundial ao redor deste grupo e de um dia pro outro os Los Aldeanos começaram a receber mais interesse da comunidade internacional de hip hop que qualquer outro grupo de rap na ilha.
O grupo chama a atenção também por ter uma enorme discografia, lançam em média 3 discos por ano, tem uma variedade de videoclipes e documentários e constantemente são convidados para shows no exterior. Eles já cantaram na Sérvia, Espanha, Colômbia, Tenerife, Estados Unidos, México, Chile, Venezuela, Peru, Equador, Argentina, Noruega e Grã Canária.
No final de 2010, eles se apresentaram em Miami, a capital da diáspora cubana nos Estados Unidos. Esse show foi cercado de polêmica. A chegada do grupo em Miami chamou a atenção da imprensa anti-cubana principalmente, eles foram constantemente pressionados para dar declarações polêmicas quanto ao governo cubano, mais eles se recusaram a fazer o jogo sujo da imprensa, deixando claro que estavam indo pela música e não para falar de política.
Embora o grupo critica abertamente o regime cubano nas suas letras, eles sempre deixam claro que não estão do lado de ninguém. Eles apenas tratam de mostrar a verdadeira realidade cubana e ser porta-voz dos cubanos oprimidos pela corrupção, das desigualdades sociais, de uma sociedade angustiada por duas décadas de depressão econômica.

## Discografia

### Álbuns de estúdio

#### Los Aldeanos
- 2003 - Censurados
- 2004 - Poesía Esposada
- 2006 - Abajo Como Hace 3 Febreros
- 2009 - El Atropello
- 2010 - D' Finny Flowww
- 2011 - Desacato (Feat. Silvito El Libre & Charly Mucha Rima)

#### El Aldeano
- 2005 - Entre T Las Musas
- 2006 - Recor-Pila-Acción
- 2007 - Poesía & Corazón
- 2007 - Inédito
- 2008 - Miseria Humana
- 2009 - Los KbaYros (Feat. Silvito El Libre)
- 2009 - Mantenimiento Al Alma
- 2010 - Nos Achicharraron
- 2010 - A Moler Chatarra
- 2011 - Actividad Paranormal
- 2011 - Baby Bello & Don Perfecto (Feat. Silvito El Libre)
- 2014 - Musik
- 2014 - Duendes

#### El B
- 2006 - Mi Filosofía
- 2008 - Dr. Jekill & Mr. Hyde
- 2010 - Viva Cuba Libre
- 2013 - Respeto

### Coletâneas
- 2009 - Guerreros De La Tinta
- 2013 - De Los Altos Del Barbaran

### Colaborações
- 2004 - L3Y8 Inciso A
- 2004 - La Prosa Oscura
- 2007 - Comisión Depuradora
- 2011 - Tribu Mokoya

## Videografia

### Videoclipes
| Los Aldeanos            | El Aldeano                              | El B                    |
| ----------------------- | --------------------------------------- | ----------------------- |
| Equipo                  | Chie Chie                               | Mi Filosofia            |
| Arrurru Mi Niño         | Pity Pity Fu                            | Carta De Presentación   |
| Mandamos A Parar        | Miseria Humana                          | América                 |
| La Cacharra             | Es Un Sueño                             | Sangre Guerrera         |
| Ellooo                  | LaLaLaLa                                | Shao Kahn               |
| El Rap Es Guerra        | Hermosa Habana                          | Intro (Viva Cuba Libre) |
| La Naranja Se Picó      | Héroe                                   | Me Lo Gané              |
| Sin Permiso             | Por Si Mañana No Estoy                  | Interlude (Respeto)     |
| Coge Tu Flow A La Aldea | La Gente Cambia De La Noche A La Mañana | No Justice No Peace     |
| H1N1                    | Aldito El Gusanito                      | Toda Una Nación         |
| D'Finiendo              | Puchimba                                |                         |
| Niñito Cubano           | Cierrate                                |                         |
|                         | Alegria                                 |                         |
|                         | Los Que Saben Saben                     |                         |
|                         | Nadie Me Perdono                        |                         |
|                         | Papel De Loco                           |                         |
|                         | Cuba                                    |                         |
|                         | Estoy                                   |                         |
|                         | Si Yo Pudiera                           |                         |
|                         | La Especial                             |                         |
|                         | 9 Minutos                               |                         |
|                         | Kien                                    |                         |
|                         | Musik                                   |                         |
|                         | Inocente                                |                         |
|                         | Gamboa                                  |                         |
|                         | Como                                    |                         |

## Filmografia

### Documentários
- 2007 - Pa'lante
- 2007 - El Baño
- 2008 - Calle Real 70
- 2009 - Identidad
- 2009 - Sin Terminal I
- 2009 - El Hip Hop Respira
- 2010 - Los Nietos de la Revolución Cubana
- 2010 - Revolution
- 2011 - Sin Terminal II
- 2012 - Y La Otra Parte?
- 2013 - Viva Cuba Libre: Rap is War

### Filmes
- 2010 - Guajiro